# Imitation d'Annibal Caro
L'Imitation d'Annibal Caro est un sonnet de Tristan L'Hermite publié dans le recueil La Lyre, en 1641. Explicitement inspiré d'un sonnet italien d'Annibal Caro, le poème s'inscrit dans un ensemble composé sur le thème de la Belle matineuse.

## Présentation

### Texte
L'Imitation d'Annibal Caro est un sonnet sur le thème de la Belle matineuse : 
L'amante de Céphale entr'ouvrait la barrière

Par où le dieu du jour monte sur l'horizon ;

Et, pour illuminer la plus belle saison,

Déjà le clair flambeau commençait sa carrière.

Quand la nymphe qui tient mon âme prisonnière

Et de qui les appas sont sans comparaison,

En un pompeux habit sortant de sa maison,

À cet astre brillant opposa sa lumière.

Le soleil, s'arrêtant devant cette beauté,

Se trouva tout confus de voir que sa clarté

Cédait au vif éclat de l'objet que j'adore ;

Et, tandis que de honte il était tout vermeil

En versant quelques larmes, il passa pour l'aurore ;

Et Philis, en riant, passa pour le soleil.

### Publication
L'Imitation d'Annibal Caro fait partie du recueil de La Lyre en 1641.

## Postérité

### Éditions nouvelles
En 1909, Adolphe van Bever retient l'Imitation d'Annibal Caro dans la collection « Les plus belles pages » pour le Mercure de France. En 1925, Pierre Camo publie une réédition intégrale des Amours et certains poèmes de La Lyre, dont l'Imitation d'Annibal Caro. En 1960, Amédée Carriat reprend le sonnet dans son Choix de pages de toute l'œuvre en vers et en prose. En 1962, Philip Wadsworth le reproduit dans son choix de Poésies de Tristan pour Pierre Seghers.

### Éditions modernes
- Tristan L'Hermite et Jean-Pierre Chauveau (introduction et notes), La Lyre (texte original de 1641), Paris-Genève, Librairie Droz, coll. « Textes littéraires français » (no 243), 1977, LXXVII-327 p. (ISBN 2-6000-2517-0)

### Œuvres complètes
- Jean-Pierre Chauveau et al., Tristan L'Hermite, Œuvres complètes (tome II) : Poésie I, Paris, Honoré Champion, coll. « Sources classiques » (no 41), 2002, 576 p. (ISBN 978-2-745-30606-7)

### Anthologies
- Pierre Camo (préface et notes), Les Amours et autres poésies choisies, Paris, Garnier Frères, 1925, XXVII-311 p.
- Amédée Carriat (présentation et annotations), Tristan L'Hermite : Choix de pages, Limoges, Éditions Rougerie, 1960, 264 p.
- Adolphe van Bever (notice et appendices), Tristan L'Hermite, Paris, Mercure de France, coll. « Les plus belles pages », 1909, 320 p.
- Philip Wadsworth (présentation et notes), Tristan L'Hermite : Poésies, Paris, Pierre Seghers, 1962, 150 p.

### Ouvrages cités
- Napoléon-Maurice Bernardin, Un Précurseur de Racine : Tristan L'Hermite, sieur du Solier (1601-1655), sa famille, sa vie, ses œuvres, Paris, Alphonse Picard, 1895, XI-632 p.
- Amédée Carriat, Tristan, ou L'éloge d'un poète, Limoges, Éditions Rougerie, 1955, 146 p.